# Columbia Plateau (Ökoregion)

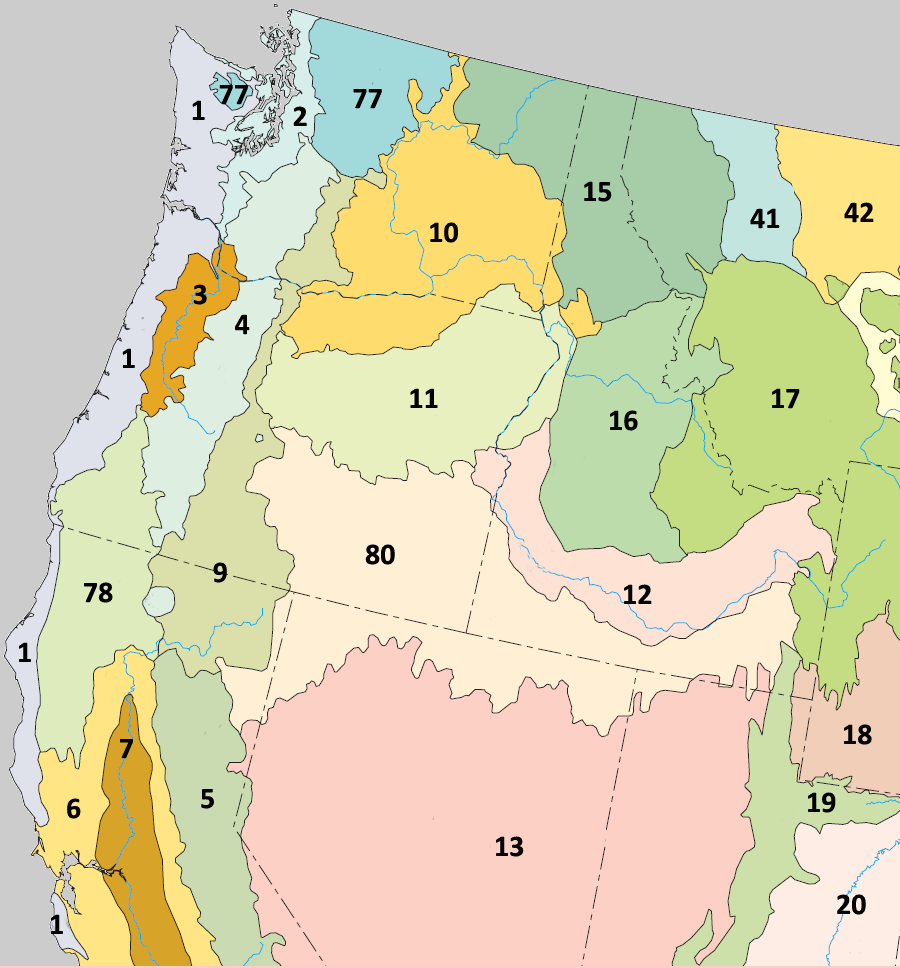
Ökoregionen des Levels III im Pazifischen Nordwesten. Das Columbia Plateau ist mit Nummer 10 bezeichnet

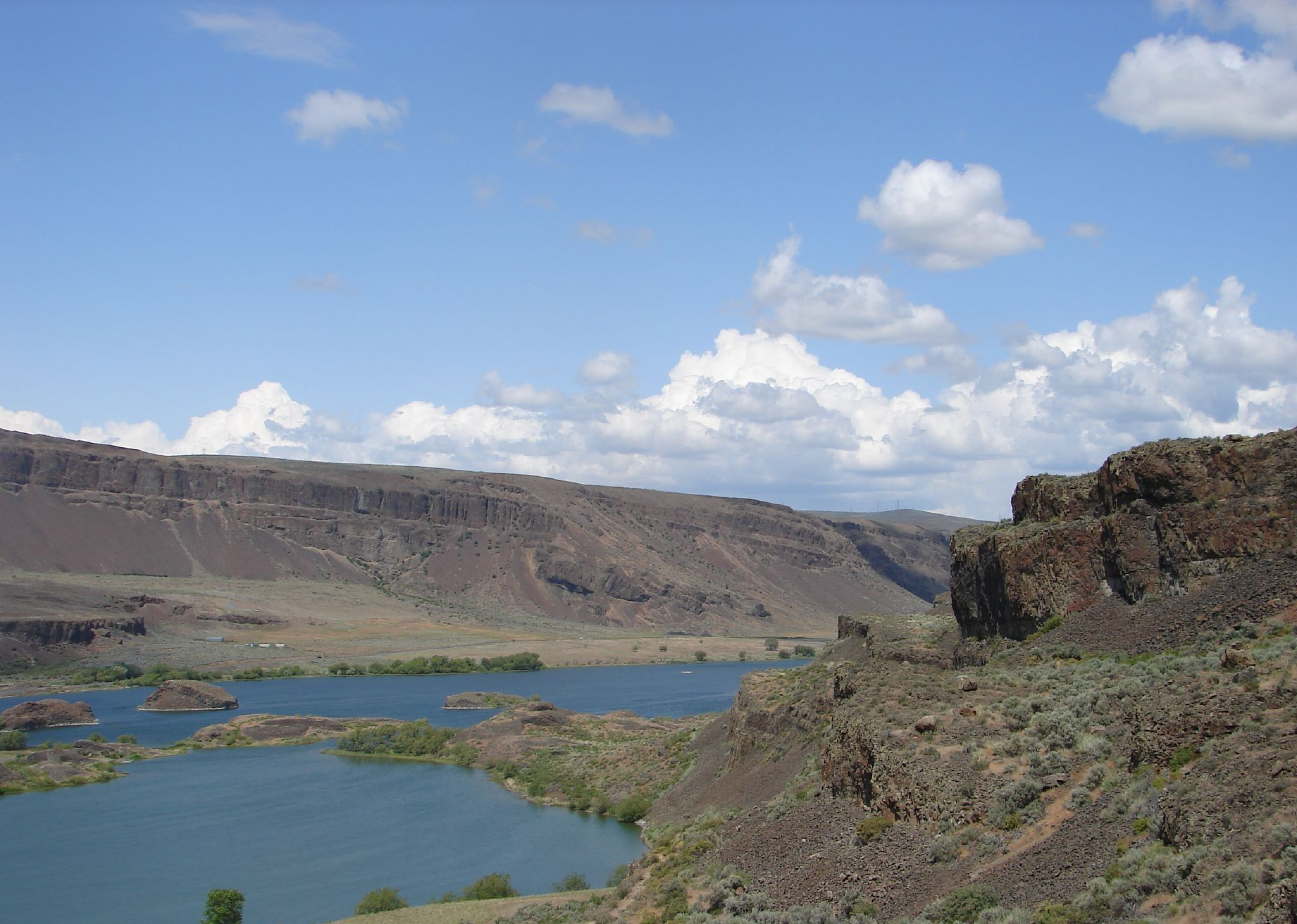
Die Missoula-Fluten gruben Coulees in den Basalt der Channeled Scablands (Ökoregion 10a)

Die Ökoregion Columbia Plateau ist nach der Klassifikation der United States Environmental Protection Agency (EPA) eine Ökoregion des Levels III in den US-Bundesstaaten Oregon und Washington sowie kleinen Gebieten in Idaho. Die Ökoregion erstreckt sich über weite Bereiche des Einzugsgebiets des Columbia River von The Dalles (Oregon) über Lewiston (Idaho) bis Okanogan (Washington) nahe der Grenze zwischen Kanada und den Vereinigten Staaten. Sie umfasst etwa 500 mi (ca. 800 km) des Laufs des Columbia River sowie die Unterläufe seiner Hauptzuflüsse wie Snake River und Yakima River sowie außerdem die damit assoziierten Einzugsgebiete. Sie ist nach dem Columbia River Plateau benannt, einem Plateau aus Flutbasalt, das vom Columbia-Plateaubasalt während des späten Miozäns und des frühen Pliozäns gebildet wurde. Die ariden Salbei-Strauchsteppen und Grasländer der Region werden auf allen Seiten von feuchteren, vorwiegend bewaldeten, bergigen Ökoregionen flankiert. Grundgestein ist Basalt, der bis zu 2 mi (3,2 km) dick und teilweise von mächtigen Löss-Ablagerungen bedeckt ist. Wo die Niederschlagsmengen ausreichend sind, wurden die tiefen Löss-Böden für den Weizen-Anbau intensiv kultiviert. Das Wasser aus dem Columbia River ist Gegenstand von Debatten über die Ressourcennutzung, wobei Fischerei, Schifffahrt, Wasserkraftnutzung, Erholung und Bewässerung einbezogen werden. Das Columbia Basin Project hat einen Großteil der Region dramatisch verändert, indem es die Landwirtschaft teilweise erst ermöglichte.
Die Ökoregion Columbia Plateau (Level III) wurde in mindestens 14 Regionen des Levels IV unterteilt, die hier im weiteren beschrieben sind. Ende Mai 2018 hatte die EPA noch kein derart informatives Poster über die Ökoregionen in Washington publiziert, wie sie dies für Oregon und Idaho bereits getan hat; deshalb sind die Informationen über Washington weniger detailliert als die über die beiden anderen Bundesstaaten.

## Ökoregionen Level IV

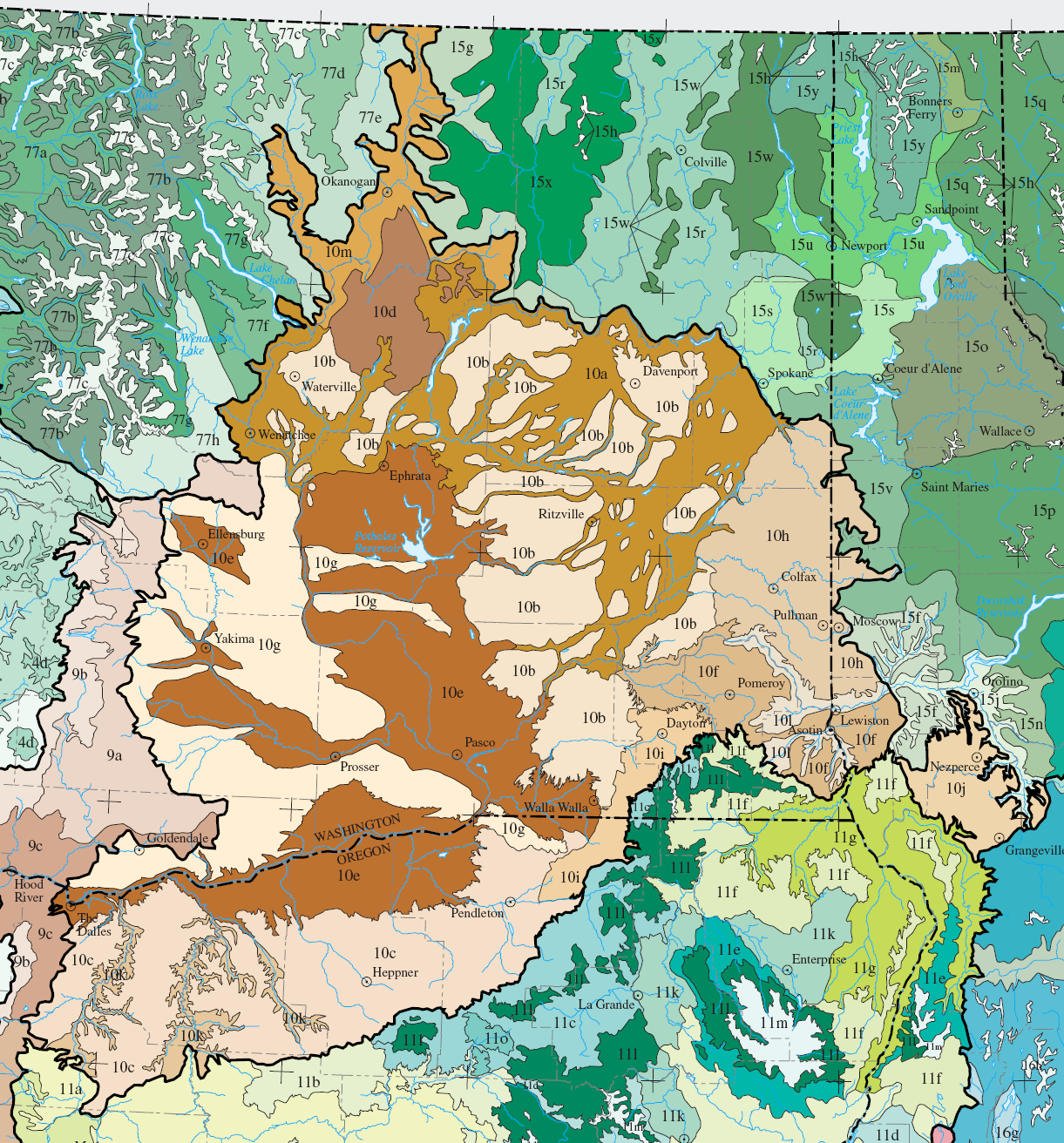
Ökoregionen des Level IV auf dem Columbia Plateau.(Vollständige Karte).

### Channeled Scablands (10a)
Die Ökoregion Channeled Scablands umfasst die Coulees und Channeled Scablands von Washington, die von den kataklysmischen Missoula-Fluten ausgewaschen wurden. Sie erstreckt sich von Wenatchee bis Spokane und schließt das Land im öffentlichen Besitz in der Lake Roosevelt National Recreation Area und im Wenatchee National Forest mit ein.

### Loess Islands (10b)
Die Ökoregion Loess Islands (dt. „Löss-Inseln“) bestehen aus großen Taschen mächtiger Löss-Ablagerungen, die in Ost-Washington von den Channeled Scablands umgeben sind. Dazu gehört Land im öffentlichen Besitz im Turnbull National Wildlife Refuge und der Juniper Dunes Wilderness.

### Umatilla Plateau (10c)
Die Ökoregion Umatilla Plateau, nach den ursprünglich das Gebiet bewohnenden Umatilla benannt, ist durch ein nahezu ebenes bis hügeliges, baumloses Plateau charakterisiert, dessen Grundgestein Basalt ist, welcher von Löss-Ablagerungen überlagert wird. Die Höhe schwankt zwischen 300 und 980 Metern. Glaziale Merkmale wie Frostmusterböden sind verbreitet. Gebiete mit dicken Löss-Auflagen werden im Trockenfeldbau mit Winterweizen oder (wenn bewässert) mit Luzerne und Gerste bestellt. Grasland dominiert die stärker zerklüfteten Bereiche, wo es nur dünne oder keine Lössablagerungen gibt. Die mittlere jährliche Niederschlagsmenge beträgt 230 … 380 mm und steigt mit zunehmender Höhenlage. In unkultivierten Bereichen ist die Feuchte generell ausreichend, um Grasland mit Pseudoroegneria spicata (engl. „bluebunch wheatgrass“), Rispengräsern (engl. „Sandberg bluegrass“) und Idaho-Schwingel wachsen zu lassen. Der oft gleichfalls in solchen Gebieten wachsende „Sagebrush“ (ein Sammelbegriff für mehrere Arten der Gattung Artemisia) ist hier nicht vertreten, aber in den Pleistocene Lake Basins (s. u.) häufiger. Artemisia rigida (engl. „Stiff sagebrush“) kann auf sehr flachen Böden gefunden werden. Die gebietsfremde Dach-Trespe bedeckt weite Gebiete. Die Ökoregion bedeckt 9.614 km² im östlichen Oregon einschließlich der Umatilla Indian Reservation und landwirtschaftlich genutzter Gebiete südlich des Columbia River.

### Okanogan Drift Hills (10d)
Die Ökoregion Okanogan Drift Hills liegt in den Countys Douglas und Okanogan einschließlich eines Teils der Colville Indian Reservation.

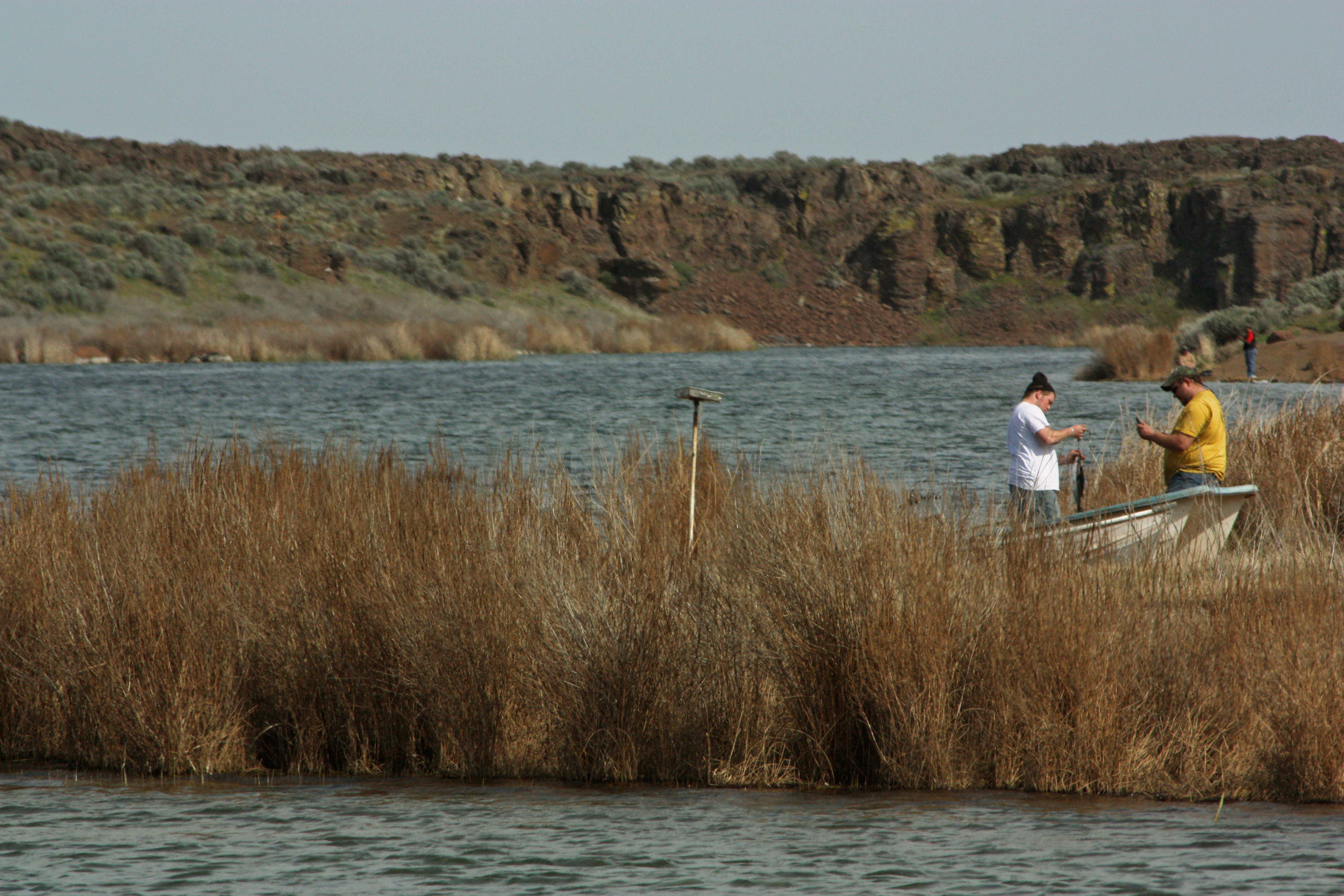
Der Quincy Lake, ein See in den Pleistocene Lake Basins, ist ein Überbleibsel temporärer pleistozäner Seen, die von den Fluten des glazialen Lake Missoula geschaffen wurden.

### Pleistocene Lake Basins (10e)
Die Ökoregion Pleistocene Lake Basins (dt. etwa „pleistozäne Seebecken“) ist eine nahezu ebene bis sanft hügelige Seen-Ebene, die riesige temporäre pleistozäne Seen enthielt, deren Wasser von den Gletscherrandseen Lake Missoula und Lake Columbia stammten. In Oregon stauten sich die Wassermassen vom Osteingang der Columbia River Gorge flussaufwärts bis zur Wallula Gap und bildeten den prähistorischen Lake Condon. Die Höhe schwankt zwischen 90 und 370 Metern. Heutzutage ist diese Region der trockenste und wärmste Teil des Columbia Plateaus mit durchschnittlichen mittleren Jahresniederschlägen von 180 … 250 Millimetern. Wichtige Bewässerungsprojekte beliefern die Region mit Wasser vom Columbia River, was die landwirtschaftliche Nutzung großer Gebiete erlaubt. Wo vorhanden besteht die einheimische Vegetation aus Stipa comata (engl. „needle-and-thread“), Indianischem Reisgras (Oryzopsis hymenoides; engl. „Indian ricegrass“), Pseudoroegneria spicata (engl. „bluebunch wheatgrass“), Rispengräsern (engl. „Sandberg bluegrass“) und Wüsten-Beifuß. Die fremdländische Dach-Trespe bedeckt weite Bereiche. Als größte Unterregion des Columbia Plateaus bedecken die Pleistocene Lake Basins 3.644 km² in Ost-Oregon und größere Gebiete in Washington, die zu den tieferen Lagen im mittleren Columbia Basin gehören. Sie umfasst einen Teil der Yakama Indian Reservation sowie Land im Besitz der öffentlichen Hand in den National Wildlife Refuges Umatilla, Cold Springs, McNary und Columbia, die Hanford Site und das Hanford Reach National Monument.

### Dissected Loess Uplands (10f)
Die Ökoregion Dissected Loess Uplands besteht aus vereinzelten Hügeln und flachen Plateau-Resten, die vom Lower Snake Canyon bzw. vom Clearwater Canyon durchschnitten werden. Die Höhe schwankt zwischen 460 und 1.100 Metern. Reine Grasländer dominieren die tieferen Lagen mit Pseudoroegneria spicata (engl. „bluebunch wheatgrass“), Idaho-Schwingel und Rispengräsern (engl. „Sandberg bluegrass“). Bergsträucher (engl. „mountain brush“) wachsen an den Nordhängen und in den höheren, feuchteren Lagen; es handelt sich meist um Schneebeeren und Nadel-Rosen. Vieh-Weiden und Pflanzenbau haben viel von der natürlichen Vegetation überformt. Nichtsdestotrotz sind die Dissected Loess Uplands weniger für die Landwirtschaft geeignet als die Nachbarregionen, da die Böden sehr viel flacher sind. Die Dissected Loess Uplands bedecken 580 km² im westlichen Idaho und größere Gebiete im südöstlichen Washington südlich des Snake River zwischen Dayton und Lewiston einschließlich eines Teils der Nez Perce Indian Reservation.

### Yakima Folds (10g)

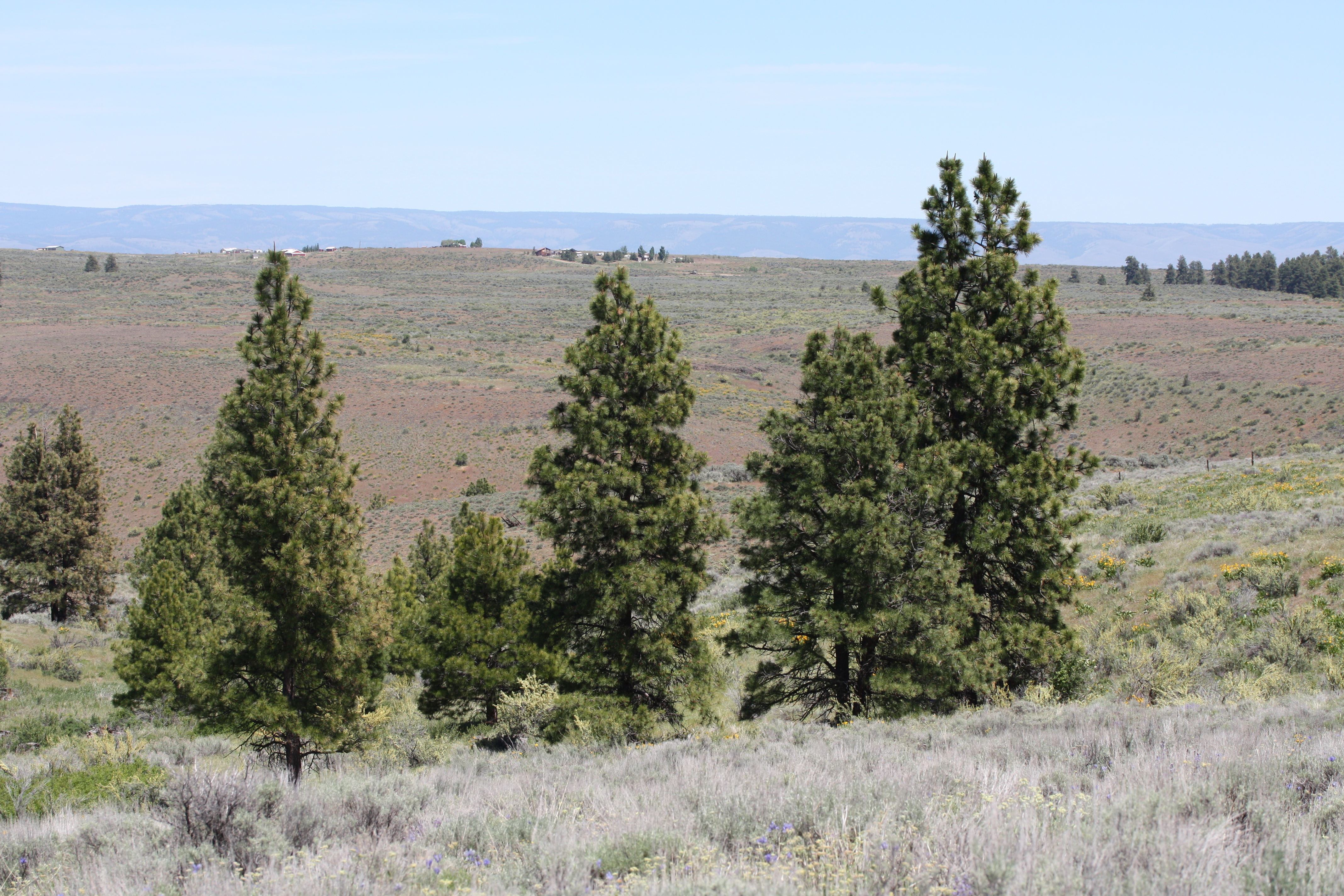
Pfeilblättrige Balsamwurzel (Balsamorhiza sagittata), Antilopenstrauch (Purshia tridentata) und hin und wieder Gelb-Kiefern (Pinus ponderosa) wachsen in den Yakima Folds (Ökoregion 10g)

Die Ökoregion Yakima Folds, nach dem Volk der Yakama, die das Gebiet ursprünglich besiedelten, benannt, besteht aus unbewaldeten antiklinalen Graten, welche aus übereinanderliegenden Basaltschichten von mehreren tausend Metern Dicke zusammengesetzt sind. Die Höhe variiert zwischen 300 und 1.070 Metern. Löss bedeckt die Südhänge und ermöglicht den Trockenfeldbau mit Weizen. Die steilen, felsigen Nordhänge werden meist als Weiden genutzt. Der durchschnittliche jährliche Niederschlag beträgt 250 … 300 mm. Beifuß- und Tussock-Gesellschaften dominieren die Vegetation in den naturnahen Bereichen mit Stipa comata (engl. „needle-and-thread“), Rispengräsern (engl. „Sandberg bluegrass“) und Wüsten-Beifuß einschließlich seiner Unterart Artemisia tridentata wyomingensis. Die eingeführte Dach-Trespe bedeckt weite Bereiche. Die Region bedeckt 282 km² in Oregon sowie wesentlich größere Gebiete in Washington, die sich von den Horse Heaven Hills im Süden bis zum Kittitas Valley im Norden erstrecken, außerdem gehören Teile der Yakama Indian Reservation, des Hanford Reach National Monument, des Wenas Wildlife Area und der Yakima Research Station dazu.

### Palouse Hills (10h)
Die Ökoregion Palouse Hills enthält die nicht eiszeitlich beeinflussten westlichen Ausläufer der nördlichen Rocky Mountains, die als Palouse bezeichnet werden; sie sind nach dem Palouse River, der durch sie hindurchfließt, und dem Volk der Palouse benannt, die ursprünglich in dem Gebiet lebten. Die Höhe reicht von 760 bis zu 910 Metern. Durchgehend wasserführende Bergbäche und temporäre Bäche auf Lössboden entspringen in der Region. Die Böden sind reich an organischer Substanz und sehr produktiv; sie ermöglichen intensiven Weizenanbau, sind jedoch stark der Erosion unterworfen. Trockene Bachläufe können bearbeitet werden. In der Region kommen Schwingel-Weizengras-, Schwingel-Schneebeeren- und Schwingel-Weißdorn-Gesellschaften vor, aber ebenso Gelb-Kiefer-Savannen und offene Gelb-Kiefer-Douglasien-Wälder. Die Region bedeckt 1.173 km² entlang der Grenzen von Idaho, darunter Teile des St. Joe National Forest und der Coeur d’Alene Indian Reservation, sowie größere Gebiete in den Countys Whitman und Spokane in Washington.

### Deep Loess Foothills (10i)
Die Ökoregion der Deep Loess Foothills umfasst die tieferen Lagen der Nordwesthänge an den östlichen Blue Mountains mit ihren durchgehend wasserführenden Bächen, die von der Schneeschmelze in den umliegenden hohen Bergen gespeist werden. Die Höhen bewegen sich zwischen 460 und 910 Metern. Die Feuchtigkeitsversorgung reicht aus, um Grasländer mit Idaho-Schwingel, Rispengräsern (engl. „Sandberg bluegrass“) und Pseudoroegneria spicata (engl. „bluebunch wheatgrass“) wachsen zu lassen, doch wird die Region von nicht bewässerten Kulturen von Winterweizen, Gerste, Luzerne und grünen Erbsen auf den hoch produktiven lössreichen Böden dominiert. Die Region bedeckt 378 km² in Oregon und ein angrenzendes Gebiet in Washington in einem schmalen Band von Pendleton bis Dayton, einschließlich eines Teils der Umatilla Indian Reservation.

### Nez Perce Prairie (10j)
Die Ökoregion Nez Perce Prairie ist ein lössbedecktes Plateau, das nach dem Volk der Nez Percé benannt ist, die ursprünglich dieses Gebiet bewohnten und deren Reservation sich heute dort befindet. Es ist höher gelegen, klimatisch kühler, weniger hügelig und mit flacheren Böden ausgestattet als die Palouse Hills. Die Höhe schwankt zwischen 600 und 1.250 Metern, mit bis zu 5.700 ft (ca. 1.700 m) hohen Härtlingen. Idaho-Schwingel und Pseudoroegneria spicata (engl. „bluebunch wheatgrass“) sind heimisch; an den Nordhängen wachsen Gelb-Kiefern und Douglasien. Die Äcker werden nicht intensiv bewirtschaftet und tragen Weizen, Gerste, Erbsen und Heu. Die Quellgebiete vieler durchgehend wasserführender Bäche werden durch die landwirtschaftliche Nutzung beeinflusst. Die Einträge wirken sich negativ auf die Wasserqualität der stromab gelegenen Canyon-Abschnitte aus. Die Region bedeckt 1.878 km² in Idaho, in der Nez Perce Indian Reservation und in umliegenden Gebieten.

### Deschutes / John Day Canyons (10k)
Die Ökoregion Deschutes / John Day Canyons besteht aus sehr steilen bis schroffen Canyons am Deschutes River und am John Day River. Tief in den Basalt eingeschnitten sind diese Canyons ein nur lückenhaft und dünn besiedeltes Gebiet des Umatilla Plateaus. Die Canyons sind bis zu 2.000 ft (ca. 600 m) tief und bieten trockenere Bedingungen als auf dem Plateau herrschen. Spärliche Tussocks, Wüsten-Beifuß und Trespen wachsen in den steinreichen, kolluvialen Böden. Die Ufervegetation ist in den engen Bereichen auf ein Band von Weiß-Erlen am Ufer und einige Pfeifensträucher (engl. „mockorange“), Zungenblättrige Waldreben (Clematis ligusticifolia; engl. „western clematis“) und Virginische Traubenkirschen (engl. „chokecherry“) begrenzt; breitere Flussauen und Schotterbänke werden von eingeführten Arten dominiert, so wachsen dort Rohrglanzgras (engl. „reed canarygrass“), Steinklee (engl. „sweetclover“) und Karden (engl. „teasel“). In den Flüssen gibt es wandernde Königslachse und Steelhead-Forellen. Die Region bedeckt 1.746 km² in Oregon an den Unterläufen von Deschutes und John Day River sowie ihren Zuflüssen.

### Lower Snake and Clearwater Canyons (10l)
Die Ökoregion Lower Snake and Clearwater Canyons besteht aus tiefen Canyons, die vom Snake und vom Clearwater River in die Basalte des Columbia Plateaus geschnitten wurden. Die Canyons sind bis zu 1.400 ft (ca. 430 m) tief und schaffen trockenere Bedingungen als in den umgebenden Regionen; die mittlere jährliche Niederschlagsmenge beträgt 300 … 640 mm. Außerhalb der Städte und Verkehrstrassen bieten die Canyons gute Lebensraum-Bedingungen für Dickhornschaf und Wildhühner; die Vegetation enthält Pseudoroegneria spicata (engl. „bluebunch wheatgrass“), Idaho-Schwingel, Rispengräser (engl. „bluegrass“) und Wüsten-Beifuß. Die Region bedeckt 207 km² in Idaho und wenig größere Gebiete in Washington an den Unterläufen von Snake und Clearwater River sowie ihrer Zuflüsse.

### Okanogan Valley (10m)
Die Ökoregion Okanogan Valley liegt an den Unterläufen von Okanogan und Methow River und ihrer Zuflüsse im nordöstlichen Washington; dazu gehört auch vom Okanogan National Forest bewirtschaftetes Land. Die Erweiterung dieser Ökoregion nordwärts nach Kanada schließt das Okanagan Valley von British Columbia ein.

### Umatilla Dissected Uplands (10n)
Die Ökoregion Umatilla Dissected Uplands besteht aus voneinander getrennten, hügeligen Hochlebenen mit einem terrassenartigen Erscheinen, wo die trockenen Grasländer des Columbia Plateau auf die bewaldete Ökoregion der Blue Mountains treffen. Die Hänge sind mäßig bis sehr steil. Die Höhe variiert von 490 bis zu 1.340 Metern. Die Hügel und Hochebenen sind mit Idaho-Schwingel, Rispengräsern (engl. „Sandberg bluegrass“) und Pseudoroegneria spicata (engl. „bluebunch wheatgrass“) bedeckt. Nahe den Blue Mountains gibt es auf einigen Nordhängen Douglasien und Gelb-Kiefern, außerdem Schneebeeren, Reitgräser (Calamagrostis spec.) und Blasenspieren (Physocarpus spec.; engl. „ninebark“). Die Region wird meist als Weideland genutzt, da die tiefen, kulturfähigen Lössablagerungen fehlen, die das landwirtschaftlich genutzte Umatilla Plateau bedecken. Scablands (dt. etwa „Ödländer“), aus von Felspolygonen umgebenen Grashügeln zusammengesetzt, sind Relikte der Kaltzeiten im Pleistozän. Die Region bedeckt 1.924 km² im östlichen Oregon, und zwar in einem schmalen Band entlang der Nordgrenze des Umatilla National Forest, meist außerhalb seiner Grenzen.